# Fusarium bugnicourtii
Fusarium bugnicourtii är en svampart som beskrevs av Brayford 1987. Fusarium bugnicourtii ingår i släktet Fusarium och familjen Nectriaceae.   Inga underarter finns listade i Catalogue of Life.